# Chili op de Olympische Zomerspelen 1948
Chili nam deel aan de Olympische Zomerspelen 1948 in Londen, Engeland. Het was de zevende deelname van het land. Vlaggendrager bij de openingsceremonie was atleet Mario Recordón. 
Er namen 54 sporters (50 mannen en 4 vrouwen) deel in negen olympische sportdisciplines. In de atletiek werd voor de zevendemaal deelgenomen, in de wielersport voor de vijfdemaal, voor de vierdemaal in het boksen en schermen, voor de derdemaal in de schietsport en voor de tweedemaal in het basketbal. Voor het eerst werd deelgenomen in de moderne vijfkamp, schoonspringen en waterpolo. Basketballer Eduardo Kapstein en schutter Roberto Müller namen voor de tweede keer deel.

## Deelnemers en resultaten

### Atletiek
| Olympiër                                                                | Onderdeel              | Resultaat | Prestatie                                          |
| ----------------------------------------------------------------------- | ---------------------- | --------- | -------------------------------------------------- |
| Alberto Labarthe                                                        | 100 m (m)              | series    | serie 11: 3de in 11,0                              |
| Carlos Silva                                                            | 100 m (m)              | series    | serie 6: 4de                                       |
| Gustavo Ehlers                                                          | 400 m (m)              | 26e       | serie 11: 3de in 49,5                              |
| Jaime Hitelman                                                          | 400 m (m)              | 43e       | serie 12: 4de in 51,5                              |
| Mario Recordón                                                          | 110 m horden (m)       | series    | serie 1: 3de in 15,3                               |
| Sergio Guzmán                                                           | 400 m horden (m)       | 20e       | serie 4: 4de in 55,9                               |
| Gustavo Ehlers Sergio Guzmán Jaime Hitelman Carlos Silva                | 4x 400 m (m)           | 11e       | serie 2: 4de in 3.23,8                             |
| Enrique Inostroza                                                       | marathon (m)           | 15e       | 2:47.48                                            |
| Carlos Vera                                                             | hink-stap-springen (m) | 26e       | kwalificatie: 23ste met 13,85m                     |
| Alfredo Jadresic                                                        | hoogspringen (m)       | 9e        | kwalificatie: 1ste met 1,87m finale: 9de met 1,90m |
| Edmundo Zúñiga                                                          | kogelslingeren (m)     | 21e       | kwalificatie: 21ste met 46,95m                     |
| Hernán Figueroa                                                         | tienkamp (m)           | 20e       | 6026 punten                                        |
| Mario Recordón                                                          | tienkamp (m)           | 24e       | 5730 punten                                        |
|                                                                         |                        |           |                                                    |
| Betty Kretschmer                                                        | 100 m (v)              | series    | serie 3: 5de                                       |
| Betty Kretschmer                                                        | 200 m (v)              | series    | serie 5: 6de in 26,3                               |
| Annegret Weller-Schneider                                               | 200 m (v)              | DSQ       | serie 7: 4de in 26,4; gediskwalificeerd            |
| Marion Huber                                                            | 80 m horden (v)        | series    | serie 1: 5de                                       |
| Marion Huber Betty Kretschmer Adriana Millard Annegret Weller-Schneider | 4x 100 m (v)           | series    | serie 2: 43e in 51,5                               |

### Basketbal
| Olympiër | Onderdeel | Resultaat | Prestatie |
| --- | --------- | --------- | --- |
| Eduardo Cordero Exequiel Figueroa Juan José Gallo Rolando Hammer Eduardo Kapstein (2) Manuel Ledesma Victor Mahaña Luis Marmentini Andrés Mitrovic Eduardo Parra Hernán Raffo Marcos Sánchez | mannen    | 6e        | groep B: 2de W van Republiek China: 44-39 W van Irak: 100-18 W van Filipijnen: 68-39 V van België: 36-38 V van Zuid-Korea: 21-28 kwartfinale: V van Frankrijk: 52-53 5-8ste plek: W van Tsjecho-Slowakije: 38-36 5-6de plek: V van Uruguay: 32-50 |

| Groep B |                 |             |             |             |            |            |            |        |
| #       | Land            | Wedstrijden | Wedstrijden | Wedstrijden | Doelpunten | Doelpunten | Doelpunten | Punten |
| #       | Land            | G           | W           | V           | V          | T          | Saldo      | Punten |
| 1       | Zuid-Korea      | 5           | 3           | 2           | 258        | 152        | +106       | 8      |
| 2       | Chili           | 5           | 3           | 2           | 269        | 162        | +107       | 8      |
| 3       | België          | 5           | 3           | 2           | 234        | 156        | +78        | 8      |
| 4       | Republiek China | 5           | 3           | 2           | 281        | 202        | +79        | 8      |
| 5       | Filipijnen      | 5           | 3           | 2           | 261        | 200        | +61        | 8      |
| 6       | Irak            | 5           | 0           | 5           | 113        | 545        | -432       | 5      |

| Ronde       | Plaats            | Land   | Score           | Land |
| ----------- | ----------------- | ------ | --------------- | ---- |
| Groepsfase  |                   |        |                 |      |
| Londen      | Chili             | 44-39  | Republiek China |      |
| Londen      | Chili             | 100-18 | Irak            |      |
| Londen      | Chili             | 68-39  | Filipijnen      |      |
| Londen      | België            | 38-36  | Chili           |      |
| Londen      | Zuid-Korea        | 28-21  | Chili           |      |
| Kwartfinale |                   |        |                 |      |
| Londen      | Frankrijk         | 53-52  | Chili           |      |
| 5-8ste plek |                   |        |                 |      |
| Londen      | Tsjecho-Slowakije | 36-38  | Chili           |      |
| 5-6de plek  |                   |        |                 |      |
| Londen      | Uruguay           | 50-32  | Chili           |      |

### Boksen
| Olympiër           | Onderdeel  | Resultaat | Prestatie |
| ------------------ | ---------- | --------- | --- |
| Celestine González | -54 kg (m) | 5e        | 1ste ronde: W van POL Bazarnik: punten 2de ronde: W van URU Carrizo: punten kwartfinale: V van ESP Vicente: gediskwalificeerd |
| Manuel Vidella     | -57 kg (m) | 9e        | 1ste ronde: W van LIB Ghaoui: punten 2de ronde: V van ARG Núñez: punten                                                       |
| Eduardo Cornejo    | -60 kg (m) | 17e       | 1ste ronde: V van USA Smith: punten                                                                                           |
| Humberto Loayza    | -67 kg (m) | 9e        | 1ste ronde: vrij 2de ronde: V van ARG Herrera: punten                                                                         |
| Víctor Bignon      | +80 kg (m) | 9e        | 1ste ronde: vrij 2de ronde: V van CAN Faul: punten                                                                            |

### Moderne vijfkamp
| Olympiër       | Onderdeel | Resultaat | Prestatie |
| -------------- | --------- | --------- | --- |
| Nilo Floody    | mannen    | 9e        | paardensport: 11de in 9.54,9 (97 punten) schermen: 7de met 23 overwinningen schietsport: 20ste met 20 punten (183 punten) zwemmen: 30ste in 5.31,0 atletiek: 17de in 15.55,0 totaal: 85 punten          |
| Hernán Fuentes | mannen    | 24e       | paardensport: 43ste in 16.13,2 (399 strafpunten) schermen: 13de met 20 overwinningen schietsport: 6de met 20 punten (190 punten) zwemmen: 23ste in 5.19,8 atletiek: 32ste in 16.49,8 totaal: 117 punten |

### Schermen
| Olympiër          | Onderdeel  | Resultaat | Prestatie                                   |
| ----------------- | ---------- | --------- | ------------------------------------------- |
| Enrique Accorsi   | degen (m)  | 52e       | 1ste ronde groep 1: 6de met 2 overwinningen |
| Ignacio Goldstein | degen (m)  | 60e       | 1ste ronde groep 3: 7de met 0 overwinningen |
| Enrique Accorsi   | floret (m) | 52e       | 1ste ronde groep 3: 7de met 0 overwinningen |
| Ignacio Goldstein | sabel (m)  | 48e       | 1ste ronde groep 7: 5de met 2 overwinningen |
| Andrés Neubauer   | sabel (m)  | 45e       | 1ste ronde groep 4: 5de met 2 overwinningen |

### Schietsport
| Olympiër           | Onderdeel                | Resultaat | Prestatie                       |
| ------------------ | ------------------------ | --------- | ------------------------------- |
| Ignacio Cruzat     | 50 m pistool (m)         | 18e       | 522 punten: (86-87-86-90-87-86) |
| Roberto Müller (2) | 50 m pistool (m)         | 40e       | 497 punten: (81-81-83-85-85-82) |
| Luis Ruíz Tagle    | 50 m pistool (m)         | 37e       | 502 punten: (84-84-82-88-81-83) |
| Ignacio Cruzat     | 25 m snelvuurpistool (m) | 42e       | 496 punten: (236-260)           |
| P. Peña y Lillo    | 25 m snelvuurpistool (m) | 47e       | 496 punten: (258-238)           |
| Roberto Müller     | 25 m snelvuurpistool (m) | 21e       | 528 punten: (261-267)           |

### Schoonspringen
| Olympiër     | Onderdeel    | Resultaat | Prestatie    |
| ------------ | ------------ | --------- | ------------ |
| Günther Mund | 3m plank (m) | 26e       | 68,08 punten |

### Waterpolo
| Olympiër | Onderdeel | Resultaat | Prestatie                                           |
| --- | --------- | --------- | --------------------------------------------------- |
| Luis Aguirrebeña Pedro Aguirrebeña Isaac Froimovich A. Hurtado Vargas O. Martínez Jara José Salah Teodoro Salah Svante Törnvall | mannen    | 13-18e    | groep C: 3de V van Nederland: 0-14 V van India: 4-7 |

| Groep C |           |             |             |             |             |        |        |        |        |
| #       | Land      | Wedstrijden | Wedstrijden | Wedstrijden | Wedstrijden | Punten | Punten | Punten | Punten |
| #       | Land      | G           | W           | G           | V           | V      | T      | Saldo  | Punten |
| 1       | Nederland | 2           | 2           | 0           | 0           | 26     | 1      | +25    | 4      |
| 2       | India     | 2           | 1           | 0           | 1           | 8      | 16     | -8     | 2      |
| 3       | Chili     | 2           | 0           | 0           | 2           | 4      | 21     | -17    | 0      |

### Wielersport
| Olympiër                                                        | Onderdeel             | Resultaat | Prestatie |
| Baan                                                            | Baan                  | Baan      | Baan |
| --------------------------------------------------------------- | --------------------- | --------- | --- |
| Mario Masanés                                                   | sprint (m)            | 5e        | 1ste ronde serie 3: V van SUI Roth 1ste ronde herkansingen: 1ste in 1.55,3 2de ronde serie 3: W van FRA Bellenger: 3.04,05 kwartfinale 3: V van GBR Harris: 0-2 |
| Weg                                                             |                       |           | |
| Rafael Iturrate                                                 | wegwedstrijd (m)      | DNF       | niet gefinisht |
| Mario Masanés                                                   | wegwedstrijd (m)      | DNF       | niet gefinisht |
| Exequiel Ramírez                                                | wegwedstrijd (m)      | DNF       | niet gefinisht |
| Rogelio Salcedo                                                 | wegwedstrijd (m)      | DNF       | niet gefinisht |
| Rafael Iturrate Mario Mansanés Exequiel Ramirez Rogelio Salcedo | wegwedstrijd team (m) | DNF       | niet gefinisht |

Afghanistan · Argentinië · Australië · België · Bermuda · Birma · Brazilië · Brits-Guiana · Canada · Ceylon · Chili · Colombia · Cuba · Denemarken · Egypte · Filipijnen · Finland · Frankrijk · Griekenland · Groot-Brittannië · Hongarije · Ierland · IJsland · India · Irak · Iran · Italië · Jamaica · Joegoslavië · Libanon · Liechtenstein · Luxemburg · Malta · Mexico · Monaco · Nederland · Nieuw-Zeeland · Noorwegen · Oostenrijk · Pakistan · Panama · Peru · Polen · Portugal · Puerto Rico · Republiek China · Singapore · Spanje · Syrië · Trinidad en Tobago · Tsjecho-Slowakije · Turkije · Uruguay · Venezuela · Verenigde Staten · Zuid-Afrika · Zuid-Korea · Zweden · Zwitserland